# کونجاکو مونوگاتاریشو

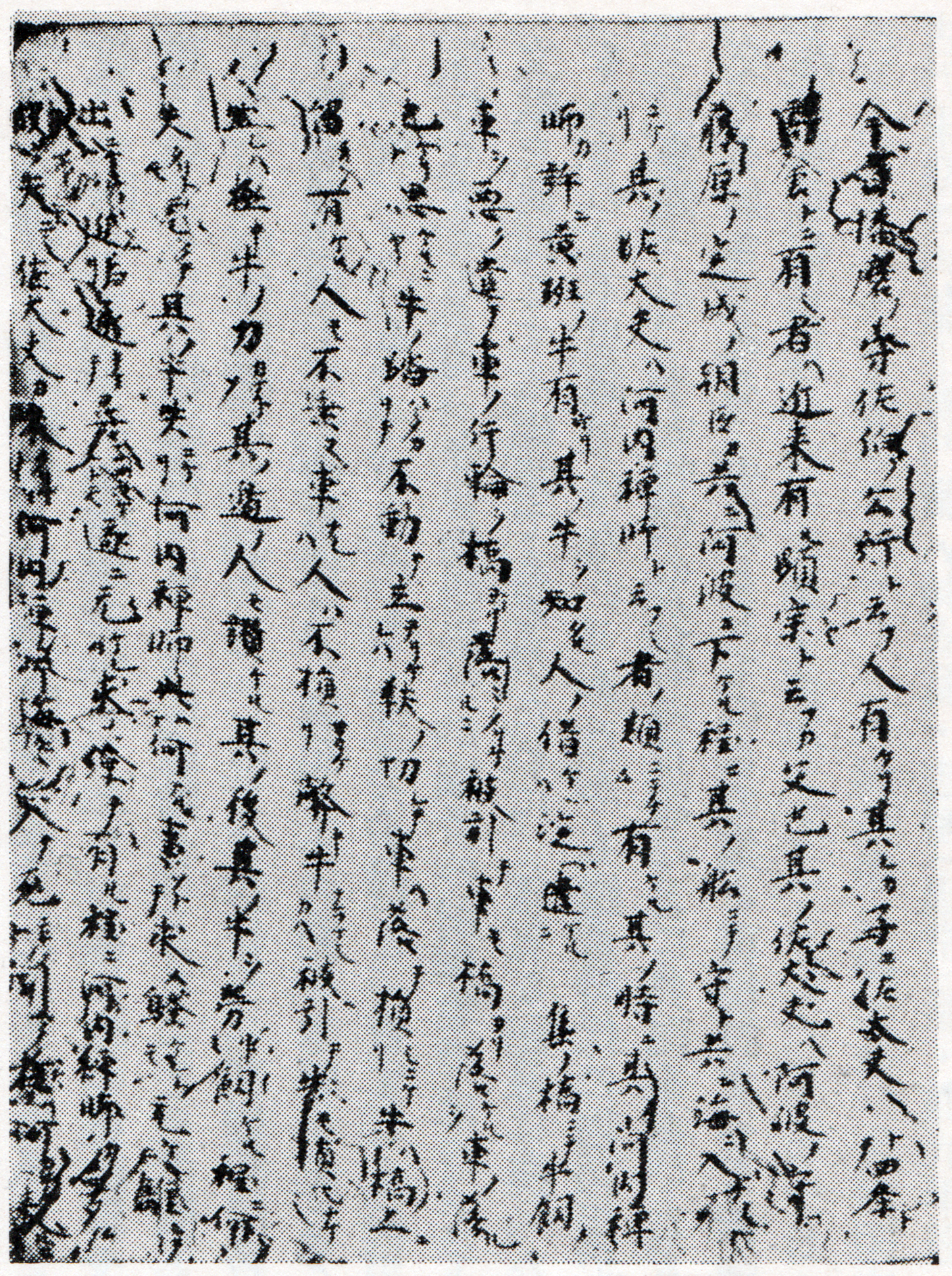
نمایی از تکه‌ٔ یک‌نسخه کونجاکو مونوگاتاریشو

کونجاکو مونوگاتاریشو مجموعه‌ای از هزار داستان ژاپنی است که در اواخر ۷۹۴ تا ۱۱۸۵ از دوره هیان نوشته شده‌است. این مجموعه ۳۱ جلد می‌باشد که در حال حاضر ۲۸ جلد آن بیشتر باقی نمانده‌است، این دفتر شامل داستان‌هایی از هند ، چین و ژاپن است.